# Ticăloasele
Ticăloasele este un film de comedie american lansat în 2019, regizat de Chris Addison și scris de Stanley Shapiro, Paul Henning, Dale Launer și Jac Schaeffer. Scenariul este o reinterpretare a filmului Dirty Rotten Scoundrels din 1988, care este în sine o reinterpretare a filmului Bedtime Story din 1964. În rolurile principale joacă Anne Hathaway, Rebel Wilson, Alex Sharp și Dean Norris, iar povestea este cea a două femei care și-au propus să păcălească un milionar.
Filmul a fost lansat în Statele Unite pe 10 mai 2019 de către United Artists Releasing, în timp ce Universal Pictures distribuie filmul pe piețele internaționale. A primit recenzii negative din partea criticilor, care l-au numit „gol”, „ieftin” și o „explozie de pur neamuzament”.

## Distribuție
- Anne Hathaway ca Josephine Chesterfield
- Rebel Wilson ca Penny Rust
- Alex Sharp ca Thomas Westerburg
- Ingrid Oliver ca Brigitte Desjardins
- Emma Davies ca Cathy
- Dean Norris ca Howard Bacon
- Timothy Simons ca Jeremy
- Rob Delaney ca Todd
- Tim Blake Nelson ca Portnoy